# Mesiá (Kilkís)
Mesiá, en grec moderne : Μεσιά, est un village du dème de Péonie, dans le district régional de Kilkís, en Macédoine-Centrale,  Grèce. 
Selon le recensement de 2011, la population du village compte 226 habitants.